# Лучо Фонтана
Лу́чо Фонта́на (італ. Lucio Fontana, 19 лютого 1899, Росаріо, Аргентина — 7 вересня 1968, Комаббіо, Італія) — аргентино-італійський скульптор, художник, теоретик, абстракціоніст. Засновник напряму спаціалізм.

## Біографія
Народився в Аргентині в сім'ї іммігрантів з Італії, в творчій родині акторки та скульптура, дід також був художником. В 10 років Фонтана працював в майстерні свого батька-скульптора який виготовляв надгробки. В 15 років вступив до технічного університету в Мілані. В 17 років пішов добровольцем на фронт Першої світової війни, що вплинуло на його мистецтво. 1921 року повернувся до Аргентини і відкрив свою власну студію. 1928 року повернувся до Італії, де 1930 року відбулася його перша виставка. В 1939 приєднався до міланського руху художників-експресіоністів.
У 1946 році Фонтану повернувся до Аргентини і заснував приватну художню школу, назвавши її Академія Альтаміра, яка стала важливим культурним центром. Саме тут, у постійному контакті з молодими художниками, він сформулював свою теорію про мистецтво, опублікувавши потім «Білий Маніфест» (ісп. «Manifesto Blanco»), який закликав до мистецтва, яке охоплюватиме галузі науки і техніки та використовувати такі речі, як неон, радіо та телебачення. Він висунув ідею, що наука і мистецтво тісно взаємодіють між собою та розвиваються разом.
|  | «Митці передбачають досягнення науки,а досягнення науки завжди тягнуть за собою досягнення мистецтва.» |

Його дуже захопила наближення космічної ери. Фонтана цікавили всі винаходи галузі, які були в той час. Він закликав художників використовувати сучасні техніки. При цьому митець зазначив:
|  | «Мистецтво не повинно залежати від матеріального світу. Воно, мистецтво, має бути спонтанним, інтуїтивним, керованим почуттями, а не розумом.» |

Мистецтво Лучо Фонтана розділяють на два періоди. Спочатку він використовував скульптури як основний засіб. Тут на нього вплинув батько. Улюбленим матеріалом Фонтану була кераміка і довгий час була основним джерелом доходу. Хоча кераміка є досить не типовою у цій сфері.

## Створення свого напряму
Фонтана боровся з академізмом і постійно експериментував з новими матеріалами та формами. Художник намагався приєднати в своїй творчості скульптуру і живопис. Так народився новий напрям в мистецтві — спаціалізм. У 1948 показав світу перше ″Просторове середовище з просторовими формами чорного кольору″ — тимчасову інсталяцію, яка складалася з гігантських форм та нагадує амебу. Це була його перша спроба звільнитися від статичної просторової форми.
З 1949 року він почав створювати просторові концепції, які складалися з отворів, а пізніше-вирізів на поверхні монохромних картин. Художник не віддає глядачу готову картину, а пропонує певні умови для того, щоб глядач зробив унікальну картину в своїй уяві.

## Просторові концепції
Фонтана почав робити діри, розрізи не тільки на полотні, але й на інших поверхнях таких як мідь або алюміній. Жорстокі жести творчості, розкривають таємницю дії — процесу їх створення. Фонтана пояснював, що діри не мали на меті знищити картину, вони вказували на вимір, який лежить за межами картини. Роблячи на своїх картинах діри та порізи, він хотів створити своєрідний портал між простором і виставковим залом. Серія картин Фонтани «Просторові концепції», в яких використовувалася техніка нанесення на полотно надрізів, розривів, отворів та подряпин, що, за задумом автора, забезпечувало вихід у навколишній простір та відображали енергію руху художника. Простір для Фонтани — це «Просторова концепція» з дірками та просвітами, які наділяють двомірність картини обсягом, світлом та «нескінченністю». Або простір — це «Просторове середовище», атмосфера інтроспективного, а не естетичного досвіду, зумовленого індивідуальним темпераментом глядача.

## Особливості та техніки
Зі зворотного боку він іноді прикріплював чорну марлю, щоб в отвір світила чорна діра, яка втілює простір. Таким чином був досягнутий просторовий ефект глибини і полотно не ″розповзалося″. Характерні для його творчості ″просторові поняття″ — це скульптури з бронзи або кераміки. Візит до Нью-Йорку 1961 року надихнув його на створення серії металевих робіт, які складалися з великих аркушів подряпаної міді з отворами та вирізами. Автор таким чином хотів зобразити силу будівництва в Нью-Йорку, естетику металевих та скляних будівель. Серед останніх робіт Фонтани — серія «Театріні» («маленькі театри»), в якій він повернувся до, по суті, плоскої ідіоми, використовуючи підлогу, укладену всередину крил, що нагадує раму; посилання на театр підкреслює акт погляду, тоді як на передньому плані низка неправильних сфер або коливальних хвилястих силуетів створює живу гру тіней. Інша робота того часу, Trinità (Трійця) (1966), складається з трьох великих білих полотен, перерізаних лініями отворів, обхоплених театральною обстановкою з ультрамаринових пластикових листів, що віддалено нагадують крила.

## Виставкова діяльність
В останні роки своєї кар'єри Фонтана все більше цікавився постановкою своїх робіт на багатьох виставках, які вшанували його в усьому світі, а також ідеєю чистоти, досягнутою на його останніх білих полотнах. Ці проблеми були помітні на Венеціанській бієнале 1966 року, для якої він створив середовище для своєї роботи. На Documenta IV в Касселі в 1968 році він розмістив велику гіпсову смугу як центр абсолютно білого лабіринту, включаючи стелю і підлогу (італ. Ambiente spaziale bianco).

## Галерея робіт

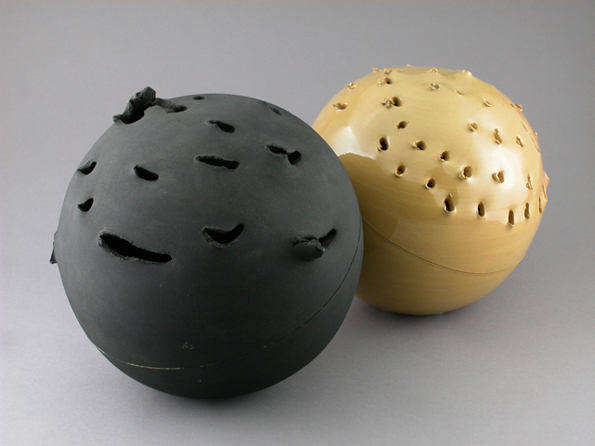
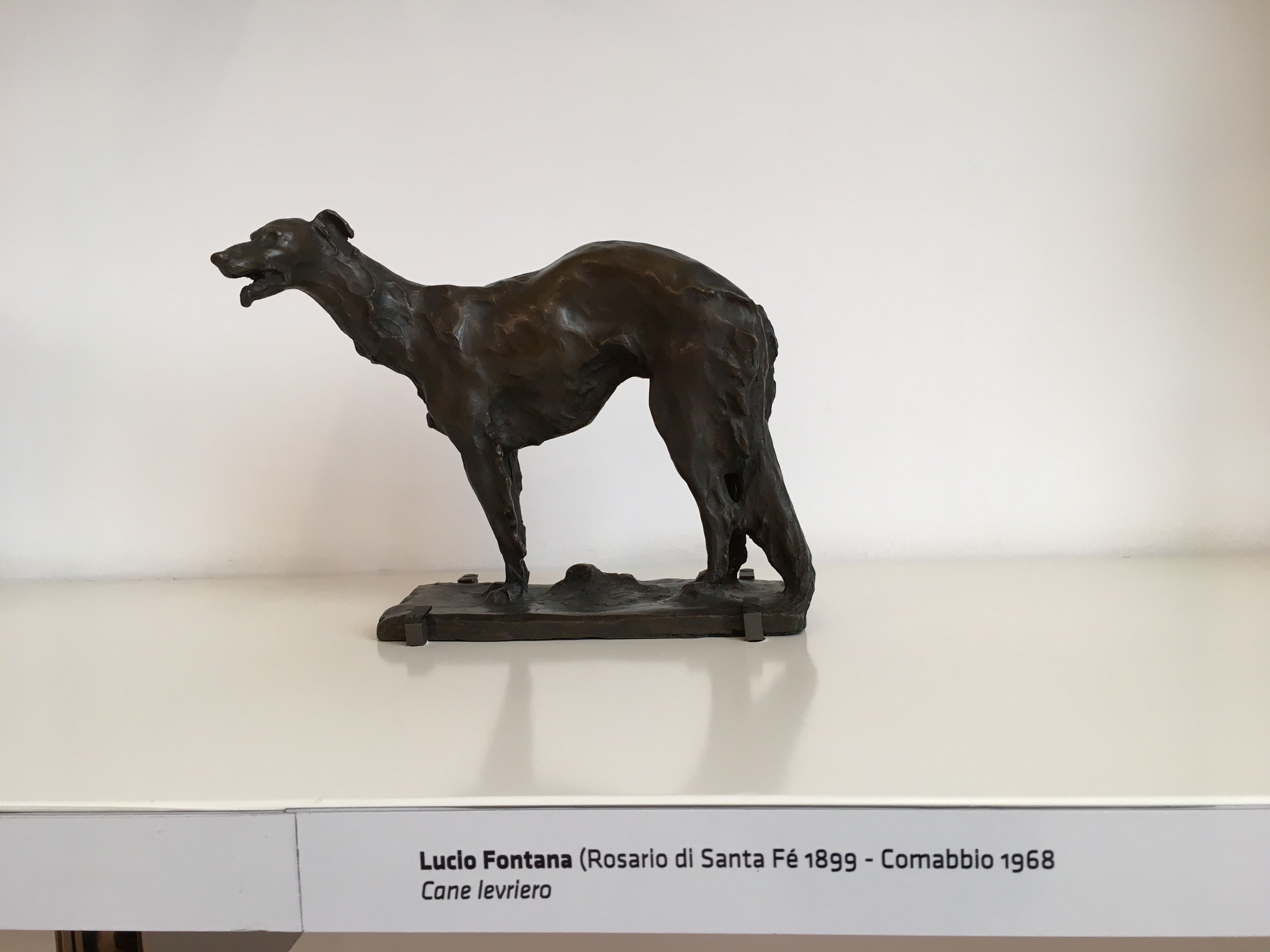
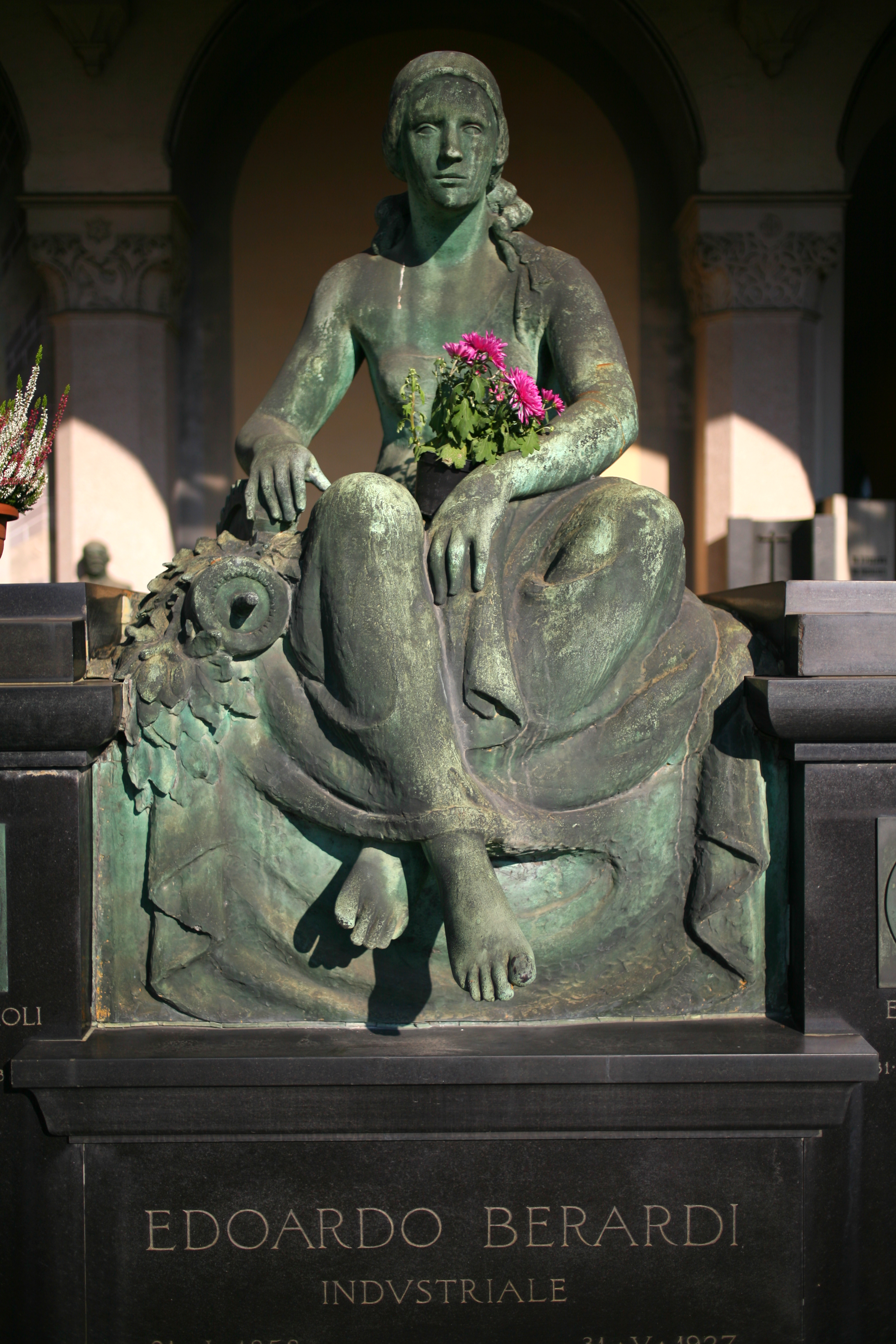
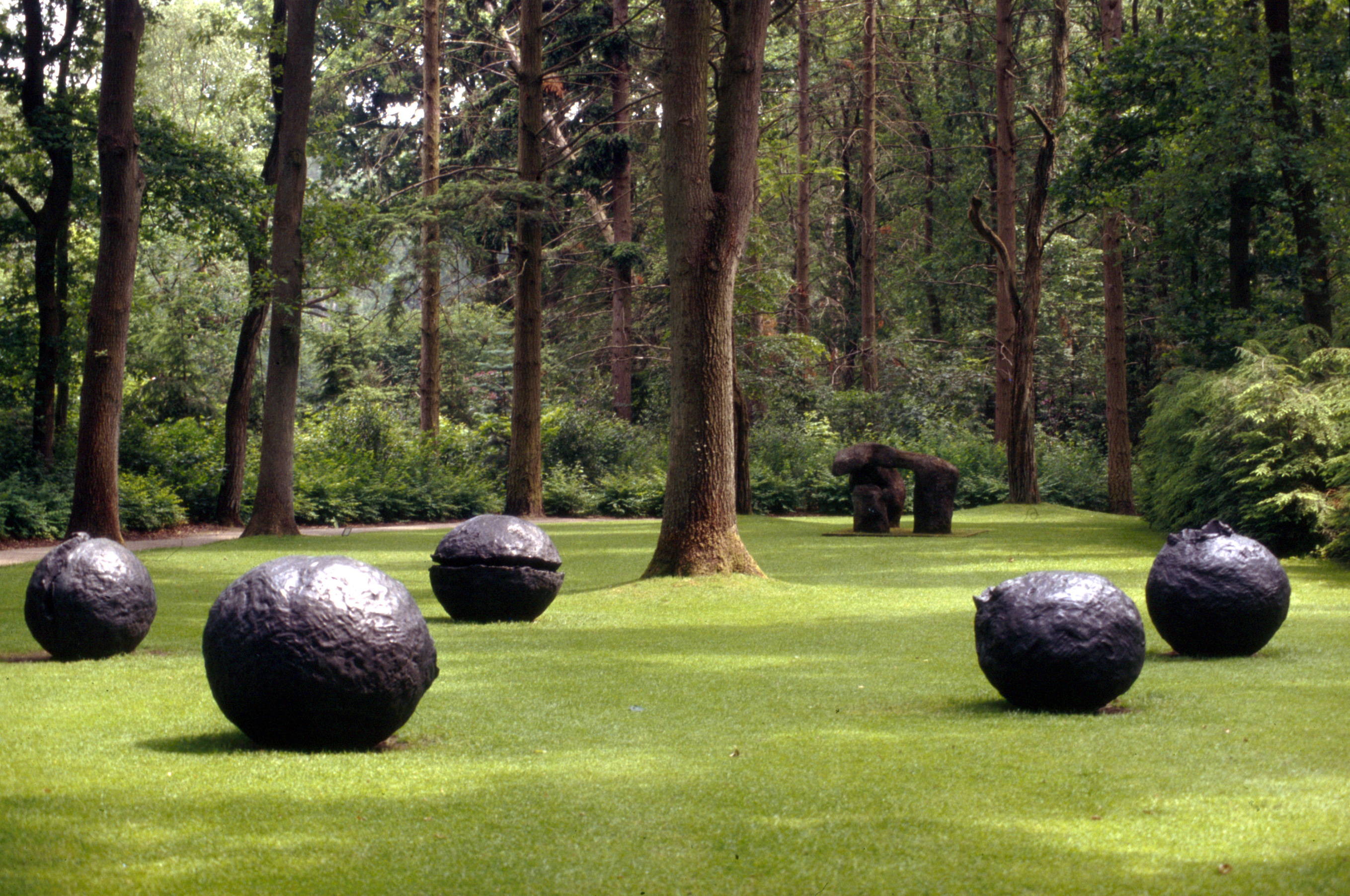